# Glenn Whelan
Glenn David Whelan (Dublino, 13 gennaio 1984) è un ex calciatore irlandese, di ruolo centrocampista.

## Carriera

### Club
È stato acquistato dallo Stoke City il 30 gennaio 2008 per 500,000 sterline.

### Nazionale
Ha partecipato ai Mondiali Under-20 del 2003.
Viene convocato per gli Europei 2016 in Francia.

## Statistiche

### Presenze e reti nei club
Aggiornato il 21 ottobre 2020.
| Stagione                   | Squadra                    | Campionato                 | Campionato | Campionato | Coppa nazionale | Coppa nazionale | Coppa nazionale | Coppe europee | Coppe europee | Coppe europee | Altre coppe | Altre coppe | Altre coppe | Totale | Totale |
| Stagione                   | Squadra                    | Comp                       | Pres       | Reti       | Comp            | Pres            | Reti            | Comp          | Pres          | Reti          | Comp        | Pres        | Reti        | Pres   | Reti   |
| -------------------------- | -------------------------- | -------------------------- | ---------- | ---------- | --------------- | --------------- | --------------- | ------------- | ------------- | ------------- | ----------- | ----------- | ----------- | ------ | ------ |
| 2003-2004                  | Manchester City            | PL                         | 0          | 0          | FACup+CdL       | 0               | 0               | CU            | 1             | 0             | -           | -           | -           | 1      | 0      |
| 2003-2004                  | Bury                       | TD                         | 13         | 0          | FACup+CdL       | 1+0             | 0               | -             | -             | -             | -           | -           | -           | 14     | 0      |
| 2004-2005                  | Sheffield Wednesday        | FL1                        | 36+3       | 2+1        | FACup+CdL       | 1+2             | 1+0             | -             | -             | -             | -           | -           | -           | 42     | 4      |
| 2005-2006                  | Sheffield Wednesday        | FLC                        | 43         | 1          | FACup+CdL       | 1+2             | 0               | -             | -             | -             | -           | -           | -           | 46     | 1      |
| 2006-2007                  | Sheffield Wednesday        | FLC                        | 38         | 7          | FACup+CdL       | 2+1             | 0+1             | -             | -             | -             | -           | -           | -           | 41     | 8      |
| 2007-2008                  | Sheffield Wednesday        | FLC                        | 25         | 2          | FACup+CdL       | 2+3             | 0+1             | -             | -             | -             | -           | -           | -           | 30     | 3      |
| Totale Sheffield Wednesday | Totale Sheffield Wednesday | Totale Sheffield Wednesday | 142+3      | 12+1       |                 | 14              | 3               |               |               |               |             |             |             | 159    | 16     |
| 2007-2008                  | Stoke City                 | FLC                        | 14         | 1          | FACup+CdL       | 0               | 0               | -             | -             | -             | -           | -           | -           | 14     | 1      |
| 2008-2009                  | Stoke City                 | PL                         | 26         | 1          | FACup+CdL       | 1+4             | 0+2             | -             | -             | -             | -           | -           | -           | 31     | 3      |
| 2009-2010                  | Stoke City                 | PL                         | 33         | 2          | FACup+CdL       | 4+1             | 0               | -             | -             | -             | -           | -           | -           | 38     | 2      |
| 2010-2011                  | Stoke City                 | PL                         | 31         | 0          | FACup+CdL       | 7+3             | 0               | -             | -             | -             | -           | -           | -           | 39     | 0      |
| 2011-2012                  | Stoke City                 | PL                         | 30         | 1          | FACup+CdL       | 4+2             | 0               | UEL           | 7             | 1             | -           | -           | -           | 43     | 2      |
| 2012-2013                  | Stoke City                 | PL                         | 32         | 0          | FACup+CdL       | 2+0             | 0               | -             | -             | -             | -           | -           | -           | 34     | 0      |
| 2013-2014                  | Stoke City                 | PL                         | 32         | 0          | FACup+CdL       | 1+3             | 0               | -             | -             | -             | -           | -           | -           | 36     | 0      |
| 2014-2015                  | Stoke City                 | PL                         | 28         | 0          | FACup+CdL       | 2+0             | 0               | -             | -             | -             | -           | -           | -           | 30     | 0      |
| 2015-2016                  | Stoke City                 | PL                         | 37         | 0          | FACup+CdL       | 1+4             | 0               | -             | -             | -             | -           | -           | -           | 42     | 0      |
| 2016-2017                  | Stoke City                 | PL                         | 30         | 0          | FACup+CdL       | 0+1             | 0               | -             | -             | -             | -           | -           | -           | 31     | 0      |
| Totale Stoke City          | Totale Stoke City          | Totale Stoke City          | 291        | 5          |                 | 40              | 2               |               | 7             | 1             |             | -           | -           | 338    | 8      |
| 2017-2018                  | Aston Villa                | FLC                        | 33+2       | 1+0        | FACup+CdL       | 0               | 0               | -             | -             | -             | -           | -           | -           | 35     | 1      |
| 2018-2019                  | Aston Villa                | FLC                        | 35+1       | 1+0        | FACup+CdL       | 1+1             | 0               | -             | -             | -             | -           | -           | -           | 38     | 1      |
| Totale Aston Villa         | Totale Aston Villa         | Totale Aston Villa         | 68+3       | 2+0        |                 | 2               | 0               |               | -             | -             |             | -           | -           | 73     | 2      |
| ago. 2019-gen. 2020        | Hearts                     | SP                         | 15         | 0          | SC+CdL          | 0+2             | 0+0             | -             | -             | -             | -           | -           | -           | 17     | 0      |
| gen. 2020                  | Fleetwood Town             | FL1                        | 11+2       | 0          | FACup+CdL       | 0+0             | 0               |               | -             | -             |             | -           | -           | 13     | 0      |
| 2020-2021                  | Fleetwood Town             | FL1                        | 6          | 0          | FACup+CdL       | 0+3             | 0               |               | -             | -             | EFLT        | 1           | 0           | 10     | 0      |
| Totale Fleetwood Town      | Totale Fleetwood Town      | Totale Fleetwood Town      | 17+2       | 0          |                 | 3               | 0               |               | -             | -             |             | 1           | 0           | 23     | 0      |
| Totale carriera            | Totale carriera            | Totale carriera            | 554        | 20         |                 | 62              | 5               |               | 8             | 1             |             | 1           | 0           | 625    | 26     |

### Cronologia presenze e reti in nazionale
| Cronologia completa delle presenze e delle reti in nazionale ― Irlanda | Cronologia completa delle presenze e delle reti in nazionale ― Irlanda | Cronologia completa delle presenze e delle reti in nazionale ― Irlanda | Cronologia completa delle presenze e delle reti in nazionale ― Irlanda | Cronologia completa delle presenze e delle reti in nazionale ― Irlanda | Cronologia completa delle presenze e delle reti in nazionale ― Irlanda | Cronologia completa delle presenze e delle reti in nazionale ― Irlanda | Cronologia completa delle presenze e delle reti in nazionale ― Irlanda |
| Data                                                                   | Città                                                                  | In casa                                                                | Risultato                                                              | Ospiti                                                                 | Competizione                                                           | Reti                                                                   | Note                                                                   |
| ---------------------------------------------------------------------- | ---------------------------------------------------------------------- | ---------------------------------------------------------------------- | ---------------------------------------------------------------------- | ---------------------------------------------------------------------- | ---------------------------------------------------------------------- | ---------------------------------------------------------------------- | ---------------------------------------------------------------------- |
| 24-5-2008                                                              | Dublino                                                                | Irlanda                                                                | 1 – 1                                                                  | Serbia                                                                 | Amichevole                                                             | -                                                                      |                                                                        |
| 29-5-2008                                                              | Londra                                                                 | Irlanda                                                                | 1 – 0                                                                  | Colombia                                                               | Amichevole                                                             | -                                                                      |                                                                        |
| 20-8-2008                                                              | Oslo                                                                   | Norvegia                                                               | 1 – 1                                                                  | Irlanda                                                                | Amichevole                                                             | -                                                                      |                                                                        |
| 6-9-2008                                                               | Magonza                                                                | Georgia                                                                | 1 – 2                                                                  | Irlanda                                                                | Qual. Mondiali 2010                                                    | 1                                                                      |                                                                        |
| 10-9-2008                                                              | Podgorica                                                              | Montenegro                                                             | 0 – 0                                                                  | Irlanda                                                                | Qual. Mondiali 2010                                                    | -                                                                      |                                                                        |
| 15-10-2008                                                             | Dublino                                                                | Irlanda                                                                | 1 – 0                                                                  | Cipro                                                                  | Qual. Mondiali 2010                                                    | -                                                                      |                                                                        |
| 19-11-2008                                                             | Dublino                                                                | Irlanda                                                                | 2 – 3                                                                  | Polonia                                                                | Amichevole                                                             | -                                                                      |                                                                        |
| 11-2-2009                                                              | Dublino                                                                | Irlanda                                                                | 2 – 1                                                                  | Georgia                                                                | Qual. Mondiali 2010                                                    | -                                                                      |                                                                        |
| 28-3-2009                                                              | Dublino                                                                | Irlanda                                                                | 1 – 1                                                                  | Bulgaria                                                               | Qual. Mondiali 2010                                                    | -                                                                      |                                                                        |
| 1-4-2009                                                               | Bari                                                                   | Italia                                                                 | 1 – 1                                                                  | Irlanda                                                                | Qual. Mondiali 2010                                                    | -                                                                      |                                                                        |
| 29-5-2009                                                              | Londra                                                                 | Irlanda                                                                | 1 – 1                                                                  | Nigeria                                                                | Amichevole                                                             | -                                                                      | 58’                                                                    |
| 6-6-2009                                                               | Sofia                                                                  | Bulgaria                                                               | 1 – 1                                                                  | Irlanda                                                                | Qual. Mondiali 2010                                                    | -                                                                      | 76’                                                                    |
| 12-8-2009                                                              | Limerick                                                               | Irlanda                                                                | 0 – 3                                                                  | Australia                                                              | Amichevole                                                             | -                                                                      |                                                                        |
| 5-9-2009                                                               | Nicosia                                                                | Cipro                                                                  | 1 – 2                                                                  | Irlanda                                                                | Qual. Mondiali 2010                                                    | -                                                                      |                                                                        |
| 10-10-2009                                                             | Dublino                                                                | Irlanda                                                                | 2 – 2                                                                  | Italia                                                                 | Qual. Mondiali 2010                                                    | 1                                                                      | 33’ 70’                                                                |
| 14-11-2009                                                             | Dublino                                                                | Irlanda                                                                | 0 – 1                                                                  | Francia                                                                | Qual. Mondiali 2010                                                    | -                                                                      |                                                                        |
| 18-11-2009                                                             | Saint-Denis                                                            | Francia                                                                | 1 – 1 dts                                                              | Irlanda                                                                | Qual. Mondiali 2010                                                    | -                                                                      | 63’                                                                    |
| 2-3-2010                                                               | Londra                                                                 | Irlanda                                                                | 0 – 2                                                                  | Brasile                                                                | Amichevole                                                             | -                                                                      | 57’                                                                    |
| 25-5-2010                                                              | Dublino                                                                | Irlanda                                                                | 2 – 1                                                                  | Paraguay                                                               | Amichevole                                                             | -                                                                      | 69’                                                                    |
| 28-5-2010                                                              | Dublino                                                                | Irlanda                                                                | 3 – 0                                                                  | Algeria                                                                | Amichevole                                                             | -                                                                      | 75’                                                                    |
| 3-9-2010                                                               | Erevan                                                                 | Armenia                                                                | 0 – 1                                                                  | Irlanda                                                                | Qual. Euro 2012                                                        | -                                                                      | 88’                                                                    |
| 7-9-2010                                                               | Dublino                                                                | Irlanda                                                                | 3 – 1                                                                  | Andorra                                                                | Qual. Euro 2012                                                        | -                                                                      | 61’                                                                    |
| 8-10-2010                                                              | Dublino                                                                | Irlanda                                                                | 2 – 3                                                                  | Russia                                                                 | Qual. Euro 2012                                                        | -                                                                      | 66’                                                                    |
| 12-10-2010                                                             | Žilina                                                                 | Slovacchia                                                             | 1 – 1                                                                  | Irlanda                                                                | Qual. Euro 2012                                                        | -                                                                      |                                                                        |
| 17-11-2010                                                             | Dublino                                                                | Irlanda                                                                | 1 – 2                                                                  | Norvegia                                                               | Amichevole                                                             | -                                                                      |                                                                        |
| 8-2-2011                                                               | Dublino                                                                | Irlanda                                                                | 3 – 0                                                                  | Galles                                                                 | Amichevole                                                             | -                                                                      | 76’                                                                    |
| 26-3-2011                                                              | Dublino                                                                | Irlanda                                                                | 2 – 1                                                                  | Macedonia                                                              | Qual. Euro 2012                                                        | -                                                                      |                                                                        |
| 4-6-2011                                                               | Skopje                                                                 | Macedonia                                                              | 0 – 2                                                                  | Irlanda                                                                | Qual. Euro 2012                                                        | -                                                                      |                                                                        |
| 7-6-2011                                                               | Liegi                                                                  | Italia                                                                 | 0 – 2                                                                  | Irlanda                                                                | Amichevole                                                             | -                                                                      | 60’                                                                    |
| 10-8-2011                                                              | Dublino                                                                | Irlanda                                                                | 0 – 0                                                                  | Croazia                                                                | Amichevole                                                             | -                                                                      | 73’                                                                    |
| 2-9-2011                                                               | Dublino                                                                | Irlanda                                                                | 0 – 0                                                                  | Slovacchia                                                             | Qual. Euro 2012                                                        | -                                                                      |                                                                        |
| 6-9-2011                                                               | Mosca                                                                  | Russia                                                                 | 0 – 0                                                                  | Irlanda                                                                | Qual. Euro 2012                                                        | -                                                                      |                                                                        |
| 7-10-2011                                                              | Andorra la Vella                                                       | Andorra                                                                | 0 – 2                                                                  | Irlanda                                                                | Qual. Euro 2012                                                        | -                                                                      | 65’                                                                    |
| 11-10-2011                                                             | Dublino                                                                | Irlanda                                                                | 2 – 1                                                                  | Armenia                                                                | Qual. Euro 2012                                                        | -                                                                      | 77’                                                                    |
| 11-11-2011                                                             | Tallinn                                                                | Estonia                                                                | 0 – 4                                                                  | Irlanda                                                                | Qual. Euro 2012                                                        | -                                                                      | 78’                                                                    |
| 15-11-2011                                                             | Dublino                                                                | Irlanda                                                                | 1 – 1                                                                  | Estonia                                                                | Qual. Euro 2012                                                        | -                                                                      |                                                                        |
| 29-2-2012                                                              | Dublino                                                                | Irlanda                                                                | 1 – 1                                                                  | Rep. Ceca                                                              | Amichevole                                                             | -                                                                      | 63’                                                                    |
| 26-5-2012                                                              | Dublino                                                                | Irlanda                                                                | 1 – 0                                                                  | Bosnia ed Erzegovina                                                   | Amichevole                                                             | -                                                                      | 46’                                                                    |
| 4-6-2012                                                               | Budapest                                                               | Ungheria                                                               | 0 – 0                                                                  | Irlanda                                                                | Amichevole                                                             | -                                                                      | 86’                                                                    |
| 10-6-2012                                                              | Poznań                                                                 | Croazia                                                                | 3 – 1                                                                  | Irlanda                                                                | Euro 2012 - 1º turno                                                   | -                                                                      |                                                                        |
| 14-6-2012                                                              | Danzica                                                                | Irlanda                                                                | 0 – 4                                                                  | Spagna                                                                 | Euro 2012 - 1º turno                                                   | -                                                                      | 45’ 80’                                                                |
| 18-6-2012                                                              | Poznań                                                                 | Italia                                                                 | 2 – 0                                                                  | Irlanda                                                                | Euro 2012 - 1º turno                                                   | -                                                                      |                                                                        |
| 15-8-2012                                                              | Belgrado                                                               | Serbia                                                                 | 0 – 0                                                                  | Irlanda                                                                | Amichevole                                                             | -                                                                      | 60’                                                                    |
| 7-9-2012                                                               | Astana                                                                 | Kazakistan                                                             | 1 – 2                                                                  | Irlanda                                                                | Qual. Mondiali 2014                                                    | -                                                                      |                                                                        |
| 14-11-2012                                                             | Dublino                                                                | Irlanda                                                                | 0 – 1                                                                  | Grecia                                                                 | Amichevole                                                             | -                                                                      | 33’                                                                    |
| 6-2-2013                                                               | Dublino                                                                | Irlanda                                                                | 2 – 0                                                                  | Polonia                                                                | Amichevole                                                             | -                                                                      | 46’                                                                    |
| 26-3-2013                                                              | Dublino                                                                | Irlanda                                                                | 2 – 2                                                                  | Austria                                                                | Qual. Mondiali 2014                                                    | -                                                                      |                                                                        |
| 29-5-2013                                                              | Londra                                                                 | Inghilterra                                                            | 1 – 1                                                                  | Irlanda                                                                | Amichevole                                                             | -                                                                      | 73’                                                                    |
| 7-6-2013                                                               | Dublino                                                                | Irlanda                                                                | 3 – 0                                                                  | Fær Øer                                                                | Qual. Mondiali 2014                                                    | -                                                                      |                                                                        |
| 14-8-2013                                                              | Cardiff                                                                | Galles                                                                 | 0 – 0                                                                  | Irlanda                                                                | Amichevole                                                             | -                                                                      | 60’                                                                    |
| 6-9-2013                                                               | Dublino                                                                | Irlanda                                                                | 1 – 2                                                                  | Svezia                                                                 | Qual. Mondiali 2014                                                    | -                                                                      | 81’                                                                    |
| 11-10-2013                                                             | Colonia                                                                | Germania                                                               | 3 – 0                                                                  | Irlanda                                                                | Qual. Mondiali 2014                                                    | -                                                                      |                                                                        |
| 15-10-2013                                                             | Dublino                                                                | Irlanda                                                                | 3 – 1                                                                  | Kazakistan                                                             | Qual. Mondiali 2014                                                    | -                                                                      | 37’                                                                    |
| 15-11-2013                                                             | Dublino                                                                | Irlanda                                                                | 3 – 0                                                                  | Lettonia                                                               | Amichevole                                                             | -                                                                      | 80’                                                                    |
| 19-11-2013                                                             | Poznań                                                                 | Polonia                                                                | 0 – 0                                                                  | Irlanda                                                                | Amichevole                                                             | -                                                                      | 76’                                                                    |
| 5-3-2014                                                               | Dublino                                                                | Irlanda                                                                | 1 – 2                                                                  | Serbia                                                                 | Amichevole                                                             | -                                                                      | Cap. 80’                                                               |
| 25-5-2014                                                              | Dublino                                                                | Irlanda                                                                | 1 – 2                                                                  | Turchia                                                                | Amichevole                                                             | -                                                                      | 82’                                                                    |
| 6-6-2014                                                               | Chester                                                                | Costa Rica                                                             | 1 – 1                                                                  | Irlanda                                                                | Amichevole                                                             | -                                                                      | 45’                                                                    |
| 3-9-2014                                                               | Dublino                                                                | Irlanda                                                                | 2 – 0                                                                  | Oman                                                                   | Amichevole                                                             | -                                                                      |                                                                        |
| 7-9-2014                                                               | Tbilisi                                                                | Georgia                                                                | 1 – 2                                                                  | Irlanda                                                                | Qual. Euro 2016                                                        | -                                                                      | 70’                                                                    |
| 14-10-2014                                                             | Gelsenkirchen                                                          | Germania                                                               | 1 – 1                                                                  | Irlanda                                                                | Qual. Euro 2016                                                        | -                                                                      | 41’ 54’                                                                |
| 29-3-2015                                                              | Dublino                                                                | Irlanda                                                                | 1 – 1                                                                  | Polonia                                                                | Qual. Euro 2016                                                        | -                                                                      | 83’                                                                    |
| 7-6-2015                                                               | Dublino                                                                | Irlanda                                                                | 0 – 0                                                                  | Inghilterra                                                            | Amichevole                                                             | -                                                                      | 63’                                                                    |
| 13-6-2015                                                              | Dublino                                                                | Irlanda                                                                | 1 – 1                                                                  | Scozia                                                                 | Qual. Euro 2016                                                        | -                                                                      | 20’ 68’                                                                |
| 4-9-2015                                                               | Loulé                                                                  | Gibilterra                                                             | 0 – 4                                                                  | Irlanda                                                                | Qual. Euro 2016                                                        | -                                                                      |                                                                        |
| 7-9-2015                                                               | Dublino                                                                | Irlanda                                                                | 1 – 0                                                                  | Georgia                                                                | Qual. Euro 2016                                                        | -                                                                      | 74’                                                                    |
| 11-10-2015                                                             | Varsavia                                                               | Polonia                                                                | 2 – 1                                                                  | Irlanda                                                                | Qual. Euro 2016                                                        | -                                                                      | 45+1’ 58’                                                              |
| 13-11-2015                                                             | Zenica                                                                 | Bosnia ed Erzegovina                                                   | 1 – 1                                                                  | Irlanda                                                                | Qual. Euro 2016                                                        | -                                                                      | Cap.                                                                   |
| 16-11-2015                                                             | Dublino                                                                | Irlanda                                                                | 2 – 0                                                                  | Bosnia ed Erzegovina                                                   | Qual. Euro 2016                                                        | -                                                                      | Cap. 90+1’                                                             |
| 29-3-2016                                                              | Dublino                                                                | Irlanda                                                                | 2 – 2                                                                  | Slovacchia                                                             | Amichevole                                                             | -                                                                      |                                                                        |
| 27-5-2016                                                              | Dublino                                                                | Irlanda                                                                | 1 – 1                                                                  | Paesi Bassi                                                            | Amichevole                                                             | -                                                                      | 67’                                                                    |
| 13-6-2016                                                              | Saint-Denis                                                            | Irlanda                                                                | 1 – 1                                                                  | Svezia                                                                 | Euro 2016 - 1º turno                                                   | -                                                                      | 77’                                                                    |
| 18-6-2016                                                              | Bordeaux                                                               | Belgio                                                                 | 3 – 0                                                                  | Irlanda                                                                | Euro 2016 - 1º turno                                                   | -                                                                      |                                                                        |
| 31-8-2016                                                              | Dublino                                                                | Irlanda                                                                | 4 – 0                                                                  | Oman                                                                   | Amichevole                                                             | -                                                                      | 46’                                                                    |
| 5-9-2016                                                               | Belgrado                                                               | Serbia                                                                 | 2 – 2                                                                  | Irlanda                                                                | Qual. Mondiali 2018                                                    | -                                                                      | 88’                                                                    |
| 6-10-2016                                                              | Dublino                                                                | Irlanda                                                                | 1 – 0                                                                  | Georgia                                                                | Qual. Mondiali 2018                                                    | -                                                                      | 79’                                                                    |
| 9-10-2016                                                              | Chișinău                                                               | Moldavia                                                               | 1 – 3                                                                  | Irlanda                                                                | Qual. Mondiali 2018                                                    | -                                                                      |                                                                        |
| 12-11-2016                                                             | Vienna                                                                 | Austria                                                                | 0 – 1                                                                  | Irlanda                                                                | Qual. Mondiali 2018                                                    | -                                                                      | 66’                                                                    |
| 24-3-2017                                                              | Dublino                                                                | Irlanda                                                                | 0 – 0                                                                  | Galles                                                                 | Qual. Mondiali 2018                                                    | -                                                                      |                                                                        |
| 4-6-2017                                                               | Dublino                                                                | Irlanda                                                                | 3 – 1                                                                  | Uruguay                                                                | Amichevole                                                             | -                                                                      | 46’                                                                    |
| 11-6-2017                                                              | Dublino                                                                | Irlanda                                                                | 1 – 1                                                                  | Austria                                                                | Qual. Mondiali 2018                                                    | -                                                                      | Cap. 77’                                                               |
| 2-9-2017                                                               | Tbilisi                                                                | Georgia                                                                | 1 – 1                                                                  | Irlanda                                                                | Qual. Mondiali 2018                                                    | -                                                                      | Cap. 79’                                                               |
| 9-10-2017                                                              | Cardiff                                                                | Galles                                                                 | 0 – 1                                                                  | Irlanda                                                                | Qual. Mondiali 2018                                                    | -                                                                      | 78’                                                                    |
| 11-11-2017                                                             | Copenaghen                                                             | Danimarca                                                              | 0 – 0                                                                  | Irlanda                                                                | Qual. Mondiali 2018                                                    | -                                                                      | 88’                                                                    |
| 15-11-2018                                                             | Dublino                                                                | Irlanda                                                                | 0 – 0                                                                  | Irlanda del Nord                                                       | Amichevole                                                             | -                                                                      | Cap. 36’                                                               |
| 26-3-2019                                                              | Dublino                                                                | Irlanda                                                                | 1 – 0                                                                  | Georgia                                                                | Qual. Euro 2020                                                        | -                                                                      |                                                                        |
| 7-6-2019                                                               | Copenaghen                                                             | Danimarca                                                              | 1 – 1                                                                  | Irlanda                                                                | Qual. Euro 2020                                                        | -                                                                      |                                                                        |
| 5-9-2019                                                               | Dublino                                                                | Irlanda                                                                | 1 – 1                                                                  | Svizzera                                                               | Qual. Euro 2020                                                        | -                                                                      |                                                                        |
| 12-10-2019                                                             | Tbilisi                                                                | Georgia                                                                | 0 – 0                                                                  | Irlanda                                                                | Qual. Euro 2020                                                        | -                                                                      | 65’                                                                    |
| 15-10-2019                                                             | Lancy                                                                  | Svizzera                                                               | 2 – 0                                                                  | Irlanda                                                                | Qual. Euro 2020                                                        | -                                                                      |                                                                        |
| 18-11-2019                                                             | Dublino                                                                | Irlanda                                                                | 1 – 1                                                                  | Danimarca                                                              | Qual. Euro 2020                                                        | -                                                                      | 55’ 82’                                                                |
| Totale                                                                 |                                                                        | Presenze (9º posto)                                                    | 91                                                                     |                                                                        | Reti                                                                   | 2                                                                      |                                                                        |